# سيليا إس. فريدمان
سيليا إس. فريدمان (بالإنجليزية: Celia S. Friedman)‏ (12 يناير 1957، نيويورك في الولايات المتحدة)؛ كاتِبة وروائية أمريكية. درست في جامعة برانديز.